# Pedersenia hassleriana
Pedersenia hassleriana är en amarantväxtart som först beskrevs av Robert Hippolyte Chodat, och fick sitt nu gällande namn av Troels Myndel Pedersen. Pedersenia hassleriana ingår i släktet Pedersenia och familjen amarantväxter. Inga underarter finns listade i Catalogue of Life.